# Skattekonto
Skattekonto tilldelas i Sverige alla fysiska eller juridiska personer som är skyldiga att betala skatt, vilket i praktiken nästan innebär alla. Alla händelser, såsom skatteinbetalningar, registreras på kontot och resultatet sammanställs i ett slutskattebesked. Skattekontot stäms månatligen av och kontoutdrag skapas bland annat om något annat än inbetalning eller ränta bokförts på skattekontot. Kontoutdraget sänds bara ut automatiskt i ett fåtal specifika fall, såsom att slutgiltig skatt bokförs på skattekontot eller att betalningskrav framställs.